# Warren Ellis (Autor)

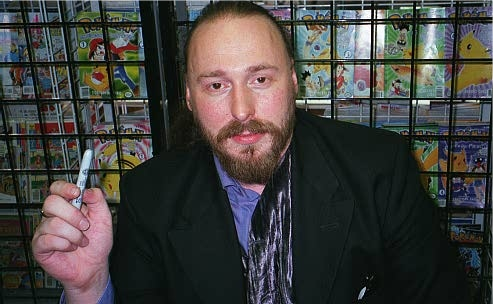
Warren Ellis

Warren Ellis (* 16. Februar 1968) ist ein britischer Autor zahlreicher Comics, Romane und Drehbücher wie Transmetropolitan und Planetary. Ellis arbeitet weiterhin als Drehbuchautor und Produzent in Film und Fernsehen, vertreten durch Angela Cheng Caplan und Cheng Caplan Company. Warren Ellis ist außerdem Mitschöpfer zahlreicher Marvel Serien wie Astonishing X-Men, Nextwave: Agents of H.a.T.E sowie Moon Knight und Thunderbolts.

## Karriere

### Beginn der Karriere
Warren Ellis’ Karriere begann 1990 mit einer sechsseitigen Kurzgeschichte United We Fall im britischen Deadline-Magazine, Ausgabe 24. Darüber hinaus schrieb er Kurzgeschichten für das Doctor Who Magazine, Speakeasy und Judge Dredd Magazine. 1991 folgte Ellis’ erste fortlaufende Serie, Lazarus Churchyard mit Zeichner D’Israeli, das im Blast! Magazine erschien.

### Marvel
Im Jahr 1994 wechselte Ellis zu Marvel Comics und übernahm dort die Serie Hellstorm: Prince of Lies, die er bis zur Einstellung schrieb. Dort arbeitete er 1995 außerdem am Marvel 2099-Aufdruck mit, welches später dann den Namen Doom 2099 bekam. Während dieser Zeit schrieb Ellis auch einen vier Ausgaben umfassenden Bogen von Thor, mit dem Titel Worldengine, und arbeitete außerdem an Wolverine mit. Ellis schrieb in dieser Zeit mehrere Miniserien, darunter Druid, die er mit Zusammenarbeit des Hellstorm Künstlers Leonardo Manco und X-Men: Storm mit Terry Dodson schuf.

### DC Comics / Caliber Comics / Image Comics
Nach seiner Arbeit für Marvel Comics schrieb Ellis für DC Comics sowie Caliber Comics und arbeitete hauptsächlich für das Wildstorm-Studio von Image Comics. Dort übernahm er Jim Lees Superhelden Serie Stormwatch, die er von #37 – 50 zusammen mit Künstler Tom Raney betreute. Stormwatch wurde danach neu gestartet und lief 11 Ausgaben lang mit Ellis und Zeichner Bryan Hitch am Ruder. Danach wurde aus den Resten von Stormwatch The Authority gestartet, eine Serie um ein Superheldenteam, das gegen Bedrohungen vorging.
1997 startete Ellis die Serie Transmetropolitan, deren Rechte er zusammen mit dem Zeichner Darick Robertson für sich behielt und nicht, wie in den großen amerikanischen Comicverlagen üblich, an den Verlag abgab. Die Serie handelte von einem Gonzo-Journalisten namens Spider Jerusalem (nach dem Vorbild von Hunter S. Thompson), der in einem futuristischen Amerika um die Abwahl eines faschistoiden US-Präsidenten kämpft. Sie wurde größtenteils von der DC-Tochter Vertigo veröffentlicht und erreichte über 60 Ausgaben.
1998 begann Ellis, zunächst via Mailingliste, dann via Internetforum mit seinen Fans zu kommunizieren, womit er einer der ersten Comicautoren mit einer Onlinepräsenz wurde. Zwei seiner Online-Fans waren u. a. die späteren Marvel-Comicautoren Kelly Sue DeConnick und Matt Fraction. Durch den Austausch mit Fans auf seinem Forum in den 90er Jahren gilt Ellis als Pionier der Internet-Kommunikation.
1999 begann Ellis mit Zeichner John Cassaday bei Wildstorm mit der Serie Planetary, die gängige Superhelden- und Pulp-Klischees aufgriff und auf ungewöhnliche Weise präsentierte. Außerdem hatte er einen kurzen Auftritt bei Vertigos Hellblazer, den er aber vorzeitig beendete, nachdem sich DC, kurz nach dem Amoklauf an der Columbine High School weigerte, eine zuvor geschriebene Geschichte namens Shoot zu veröffentlichen, die eine ähnliche Thematik behandelte.

### 2003 bis 2009
Im Jahr 2003 erschien bei Wildstorm die 12-teilige Serie Global Frequency, aus der auch beinahe eine Fernsehserie entstanden wäre, die aber schon nach dem Pilotfilm eingestellt wurde. Warren Ellis beschreibt eine verdeckt arbeitende Nicht-Regierungs-Organisation – basierend auf einem Smart Mob. Inzwischen ist der Pilotfilm über das Internet einer großen Fangemeinde zugänglich geworden. 2004 kehrte Ellis mit einem Zweijahresvertrag zu Marvel und damit zu den Mainstream-Superheldencomics zurück. Er übernahm Iron Man und Ultimate Fantastic Four. Dort arbeitete er außerdem an Nextwave, einer limitierten Serie mit 12 Ausgaben sowie an der Ultimate Galacuts-Trilogie. Ellis übernahm auch den monatlichen Thunderbolt-Titel, der sich mit den Folgen des Marvel Civil War-Crossover befasst. Zusammen mit dem Illustrator Salvador Larroca schaffte Ellis zu Ehren des 20-jährigen Jubiläums von Marvels New Universe im Jahr 2006 eine neue Serie, die das neue Universum unter dem Titel newuniversal neu interpretiert.
Seit 2006 zeigt sich Ellis außerdem für die Marvel-Serie Nextwave verantwortlich, die er laut eigener Aussage als „Superhelden-Comic in seiner destillierten Form“ versteht, in der verkleidete Helden „ohne guten Grund in den Straßen posieren“. Sein Buch Crooked Little Vein, das im Jahr 2007 erschien, wurde von der New York Times als Bestseller zelebriert. In Deutschland erschien der Roman aus dem Englischen übersetzt mit dem Titel Gott schütze Amerika im Jahr 2009 und wurde vom Heyne Verlag veröffentlicht. Außerdem verfasste Ellis Karriere Superhelden-Comics für Avatar Press, ein Verlag der zuvor nicht für Superhelden bekannt war. Er schuf unter anderem Doktor Sleepless in Zusammenarbeit mit Künstler Ivan Rodriguez (2007) und Aetheric Mechanics, eine 48-seitige Graphic Novel mit schwarz-weißer Illustration von Gianluca Pagliarini (2008), und Gravel mit Künstler Mike Wolfer.

### 2016 bis 2020
Warren Ellis arbeitete 2016 für DC Entertainment und belebte die Wildstorm-Serie detailliert wieder, die 25 Jahren zuvor von Jim Lee entwickelt wurde. Des Weiteren schrieb Ellis die Netflix-Serie Castlevania. Im Jahr 2020 veröffentlichte Netflix Staffel 3 der Serie. Anfang des Jahres 2020 schrieb Ellis in seinem Weblog darüber, dass er an einer neuen Netflix-Serie namens Heaven’s Forest, einer Indo-futuristischen Welt schreibt. Er arbeitet außerdem am Graphic Novel The Batmans’s Grave für DC Comics mit Künstler Bryan Hitch.

## Privatleben
Warren Ellis lebt im Südosten Englands in Southend-on-Sea. Neben seiner Arbeit an Comics, Drehbüchern, Romanen, Computerspielen und Filmscripts betreibt Ellis einen Weblog mit Essays zur Unterhaltungskultur, schreibt Ideen- und Storyfragmente und Informationen über seine Arbeit und aktuelle Ereignisse.
Warren Ellis sorgte für Schlagzeilen, als sich Frauen in den sozialen Medien über Ellis mutmaßliches Fehlverhalten meldeten. Als in einem Twitter-Thread mehrere Frauen ihre Erfahrungen sammelten, wurden nicht nur Gemeinsamkeiten in Geschichten festgestellt, sondern auch die Anzahl der Frauen, die sich dort zu Wort meldeten. Eine Reihe von Frauen behauptete, Ellis sei auf sie zugekommen und habe ihnen als Mentor Hilfe angeboten. Dabei habe er dann eine körperliche Beziehungen zu den Frauen gesucht, die in die Branche einsteigen wollten und das Gefühl hatten, nicht nein sagen zu können. Laut ungefähr 100 Frauen auf der Website SoManyofUs hat er 2009 zu einem bestimmten Zeitpunkt 19 Beziehungen gleichzeitig unterhalten. Am 19. Juni 2020 entschuldigte sich Ellis mit einem Schreiben, das er auf seinem Twitter-Account veröffentlichte.

## Auszeichnungen
Entertainment Weekly nannte Ellis als einen der 100 kreativsten Menschen des Planeten. In der Fachwelt wurde er 1998 und 1999 mit dem Don Thompson Award als Bester Autor ausgezeichnet. Zu seinen Auszeichnungen und Anerkennungen zählen außerdem Präsidentenmedaillen der NUIG Literary and Debating Society, die er für seine Leistung zur Meinungsfreiheit erhielt. Er wurde mehrfach mit dem Eagle Award ausgezeichnet und 2007 in die Roll of Honour aufgenommen für sein Lebenswerk im Bereich Comics und Graphic Novels. Einen Grand Prix de l'Imaginaire 2010 und den Sidewise Award erhielt er für alternative Geschichten und bekam außerdem den International Horror Guild Award für illustrierte Erzählungen. Den Author Award bekam er für seine Werke Crooked Little Vein, Gun Machine, Haunted Futures und Normal.
Im Jahr 2017 erhielt Ellis durch die University of Essex den Ehrendoktortitel in seiner Heimatstadt Essex verliehen.